# 백민
《백민》(白民)은 1946년에 김송 주간으로 창간된 문예지이다. 처음에는 종합지였으나 얼마 후부터는 순문예지로 전환, 20회 내외로 휴간했다. 광복 후의 혼란기에 민족주의문학 옹호에 이바지했고, 유주현, 홍구범, 박연희 등의 신인을 등장시켰다.